# Plaza de toros de Zaragoza
La Plaza de Toros de Zaragoza, también conocida como «La Misericordia» o el «coso Ramón Pignatelli» es el segundo coso taurino de primera categoría más antiguo de España. El ruedo tiene 48 metros de diámetro y dispone de seis corrales, tres corraletas para el apartado de los toros, 8 chiqueros, 6 de ellos con salida directa al ruedo más 2 chiqueros de desahogo ubicados en una de las corraletas de apartado, cuadra para caballos y enfermería. Fue la primera plaza de toros de España en poseer una cubierta.
Se trata de una plaza de primera categoría con capacidad para 10.070 personas tras haber reducido las localidades, propiedad de la Casa-Hospicio Provincial a cargo de la Diputación Provincial de Zaragoza.

## Construcción original
Construida por orden de Ramón Pignatelli, con el fin de subvencionar el Hospital y la casa de La Misericordia, de la cual Pignatelli era regidor, fue inaugurada el 8 de octubre de 1764, víspera de El Pilar. La construcción original, realizada en solo 70 días, era de mampostería, ladrillo y madera, con motivos de piedra en los antepechos y en la portada principal, y en general de estilo arquitectónico neomudéjar. En 1858 la Diputación Provincial de Zaragoza pasó a gestionar el coso. 

## Ampliaciones

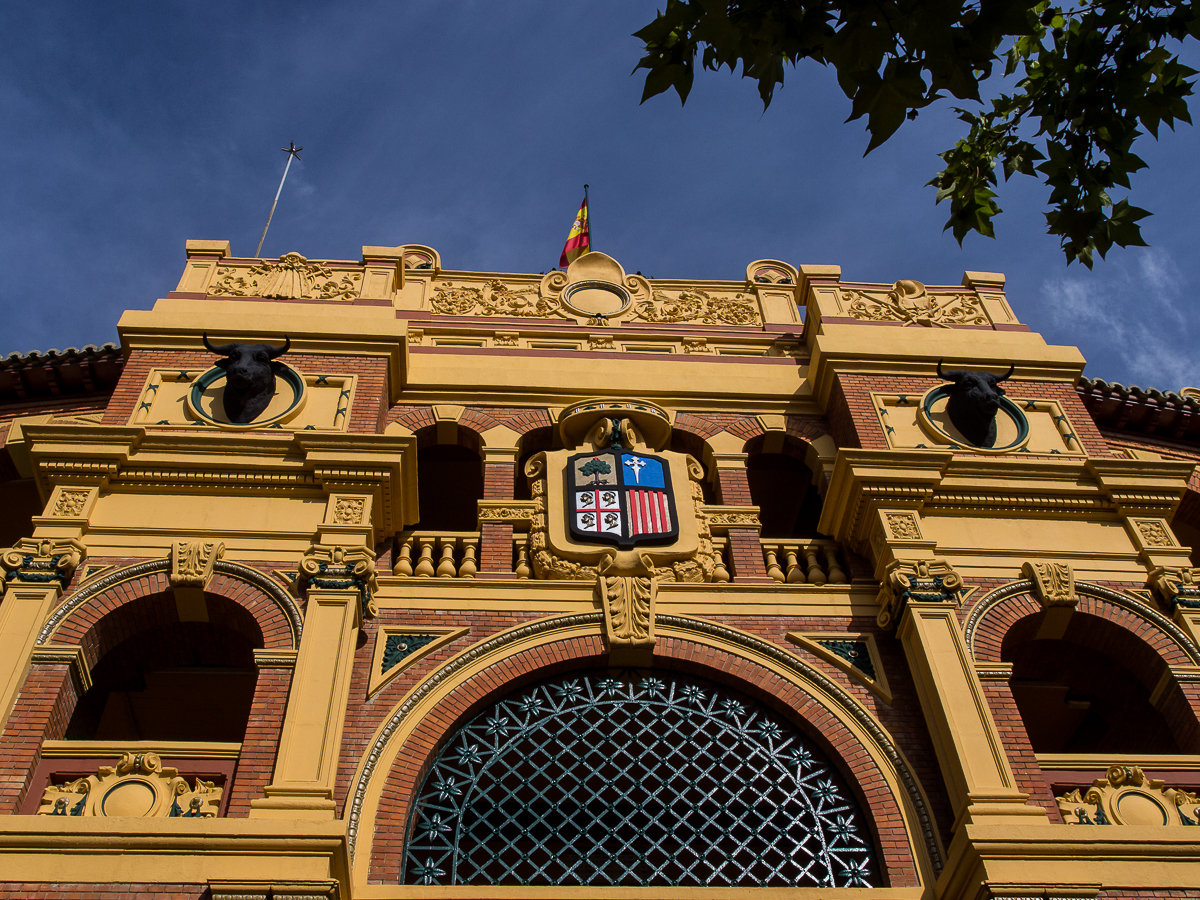
Puerta Grande

La construcción original experimentó diversas reformas y ampliaciones a lo largo del tiempo. La más importante se acometió en 1916, en plena «edad de oro del toreo», a cargo de los arquitectos Miguel Ángel Navarro Pérez y Manuel Martínez de Ubago Lizarraga ampliándose la capacidad de los tendidos, ampliando el anillo exterior con un porche en el piso bajo y construyéndose la enfermería y las oficinas. También se reformó la fachada exterior, más una reforma de toriles, con todo lo cual adoptó básicamente el aspecto actual. La reforma fue tan importante que, a todos los efectos, se considera una plaza distinta. 
A partir de 1989 se inició una nueva reforma, que incluyó la instalación de una cubierta móvil de teflón (concluida en 1990), y la construcción de un edificio auxiliar que alberga un bloque hospitalario con quirófano y todo lo necesario para atender heridos, además de una zona multiusos que suele utilizarse como sala de prensa. En 2002 se sustituyeron todos los tendidos y se instalaron asientos más anchos y cómodos, reduciéndose el aforo de 14.300 a 10.300 localidades.

## Primera corrida de toros goyesca
El 12 de mayo de 1927 se celebró en el coso taurino de la Misericordia la primera corrida goyesca de la que se tiene constancia en España, con motivo de la conmemoración del centenario del fallecimiento del pintor Francisco de Goya (16 d abril de 1828). El cartel taurino estuvo compuesto por Simao de Veiga, rejoneador; el novillero Vicente Peris y los diestros Rafael el Gallo, Pablo Lalanda (primo de Marcial Lalanda) y Nicanor Villalta, ataviados con trajes goyescos de época al estilo de Pedro Romero y José Delgado Pepe-Hillo.
Para las celebraciones los zaragozanos vistieron al modo clásico, las mujeres con mantilla de encaje de niebla y flores. Desde el teatro Principal de Zaragoza, salió una comitiva precedida por la Guardia Municipal de Caballería seguidos por las calesas que portaban a las presidentas de la corrida toros goyesca, los vehículos con los alcaldes de Zaragoza Miguel Allué Salvador; el de Huesca, Vicente Campo; el de Teruel, Arsenio Sabino y Pascual Grasa el alcalde de Fuendetodos.
Tras la de 1927, se organizaron dos corridas Goyescas en Zaragoza el 12 de abril, de 1928 con ocho toros de la ganadería Bueno lidiados por Marcial Lalanda, Nicanor Villalta, Cayetano Ordóñez y el mexicano Fermín Espinosa Armillita; y la segunda corrida goyesca se realizó el 22 de abril con Manuel Jiménez Chicuelo, Vicente Barrera Cambra y Fermín Espinosa Armillita, lidiaron toros de Samuel Hermanos junto a uno de Atanasio Martín.
El 1946 con motivo del bicentenario del nacimiento de Goya el 30 de marzo se organizó el cuarto festejo goyesco. En dicha corrida se lidiaron ocho toros de Juan Belmonte a cargo de Fermín Espinosa Armillita, Juan Belmonte Campoy —hijo del matador de toros Juan Belmonte—, Alfonso Ramírez, el Calesero y Manuel Álvarez, Andaluz.
El último festejo goyesco celebrado en la ciudad aragonesa fue el nueve de mayo de 1976 para conmemorar el bimilenario del nacimiento de la ciudad romana Cesar Augusta. Se acartelaron en un mano a mano: Raúl Aranda y Miguel Peropadre Cinco Villas, como sobresaliente actuó Pepe Colmena. Se lidiaron toros de la ganadería de Ramón Sánchez (procedencia Arranz).

## Distinciones
- Primera plaza de España en realizarse una corrida goyesca: el 12 de mayo de 1927.
- Primera plaza cubierta de España.